# Eugen Weidmann
Eugen Weidmann (Frankfurt del Main, 5 de febrer de 1908 - Versalles, 17 de juny de 1939) va ser la darrer persona executada en públic a França. Les penes capitals van seguir realitzant-se mitjançant la guillotina fins al 10 de setembre de 1977, quan Hamida Djandoubi es va convertir en l'última persona executada al país europeu.

## Biografia
Weidmann va néixer a Frankfurt del Main, Alemanya, en la família d'un empresari dedicat a l'exportació, i allí va anar a escola. Quan va esclatar la Primera Guerra Mundial, el van enviar amb els seus avis; en aquella època és quan va començar a robar. Durant la dècada dels anys '20, va passar cinc anys a la presó de Saarbrücken per robatori.
Durant el temps que va passar a la presó, Weidmann va conèixer a dos homes que acabarien convertint-se en els seus companys delinqüents: Roger Million i Jean Blanc. Després de la seva posada en llibertat, van decidir treballar junts segrestant a turistes rics que visitessin França i robar els seus diners. Van llogar una casa a Saint-Cloud, prop de París, amb aquest objectiu.

## Segrestos
El seu primer intent de segrest va acabar en fallida, ja que la víctima es va resistir tant que els va obligar a deixar-lo anar. El juliol de 1937, doncs, van tornar-ho a intentar, havent conegut Weidmann a Jean De Koven, una jove ballarina de 22 anys de Nova York, que estava visitant una tieta, Ida Sackheim, a París. Impressionada per l'alt i ben plantat alemany, De Koven va escriure a un amic: "Acabo de conèixer a un encantador alemany molt intel·ligent que s'anomena Siegfried. Potser vaig cap cap a un altre paper Wagnerià - qui sap? Demà el visito a la seva vila, situada en un lloc molt bonic al costat d'un famós casalot que Napoleó va regalar a Josefina." Durant la seva cita van estar fumant, i "Siegfried" li va donar una ampolla de llet. Ella li va fer fotos amb la seva càmera nova, que més tard van trobar al costat del seu cos, i que al revelar-les van mostrar imatges del seu assassí. Weidmann, després, la va estrangular i la va enterrar al jardí de la vila. Ella tenia 300 francs en efectiu i 430 dòlars en xecs de viatge, que el grup va enviar a l'amant de Million, Collette Tricot, per cobrar. Sackheim va rebre una carta demanant 500 dòlars per recuperar la seva neboda. El germà de De Koven, Henry, va viatjar posteriorment a França oferint 10.000 francs de recompensa del seu pare Abraham per recollir informació sobre la jove.

## Arrest
Policies de Seguretat, liderats per un jove inspector anomenat Primborgne, van seguir a Weidmann fins a la finca gràcies a una targeta de visita abandonada a l'oficina de Lesobre. Quan va arribar a casa seva, Weidmann es va trobar amb dos policies que l'esperaven. Convidant-los a entrar, es va regirar i va disparar tres vegades contra els agents amb una pistola. Tot i que estaven desarmats, els agents de policia ferits van aconseguir reduir a Weidmann, deixant-lo inconscient amb un martell que hi havia allí.
Weidmann va resultar ser un detingut molt cooperatiu, confessant tots els seus assassinats, incloent el de Koven, l'únic pel qual va mostrar-se penedit. Es va registrar que, en aquest sentit, va exposar: "Ella era amable i confiada... Quan vaig arribar a la gola, va caure com una nina."
El judici per assassinat de Weidmann, Million, Blanc i Tricot a Versalles, realitzat el març de 1939, va ser el més gran realitzat des del de Henri Désiré Landru, el modern Barbablava, 18 anys abans. Un dels advocats de Weidmann, Vincent de Moro-Giafferi, de fet, havia defensat a Landru. També hi va ser present la novelista francesa Colette, contractada per Paris-Soir per escriure un article sobre Weidmann.
Weidmann i Million van ser condemnats a pena de mort, mentre que Blanc fou condemat a vint mesos de presó i Tricot absolt. La sentència de Million va ser, posteriorment, commutada a cadena perpètua.

## Execució
El 17 de juny de 1939 Weidmann va ser decapitat als afores de la presó de Saint-Pierre, al municipi de Versalles. La "conducta histèrica" dels espectadors va ser tan escandalosa que el President francès Albert Lebrun va prohibir immediatament tota execució pública futura. Sense que les autoritats ho sabessin, des d'un apartament adjacent a la presó es va filmar l'execució.
L'actor britànic Christopher Lee, que tenia 17 anys en aquell moment, va ser testimoni d'aquest esdeveniment. El periodista australià Alan Moorehead, com explica en la seva obra sobre la Campanya del nord d'Àfrica Trilogia africana, també hi va assistir.